# 불데트라다
불데트라다(Vuldetrade) 또는 발트라다(Walderada)는 랑고바르드의 공주이자 아우스트라시아 왕 테오데발트 1세의 왕후였다. 랑고바르드의 왕의 딸로 프랑크왕국 아우스트라시아의 왕 테오데발트와 결혼했다. 554년 테오데발트 1세에게 시집갔으나 555년 그가 죽자 수아송의 왕인 클로타르 1세의 6번째 첩이 되었다. 클로타르 1세는 이후 자신과 관계를 가졌던 여자라며 불데트라다를 바이에른 공 가리발디 1세에게 시집보냈다.
가리발디 1세에게서 테오델린다, 군도발드, 타실로 1세 등 여러 자녀를 두었다.